# Язне
Язне (словен. Jazne) — поселення в горах над долиною р. Ідрійца в общині Церкно, Регіон Горішка, Словенія. Висота над рівнем моря: 681.4 м. 